# Semla

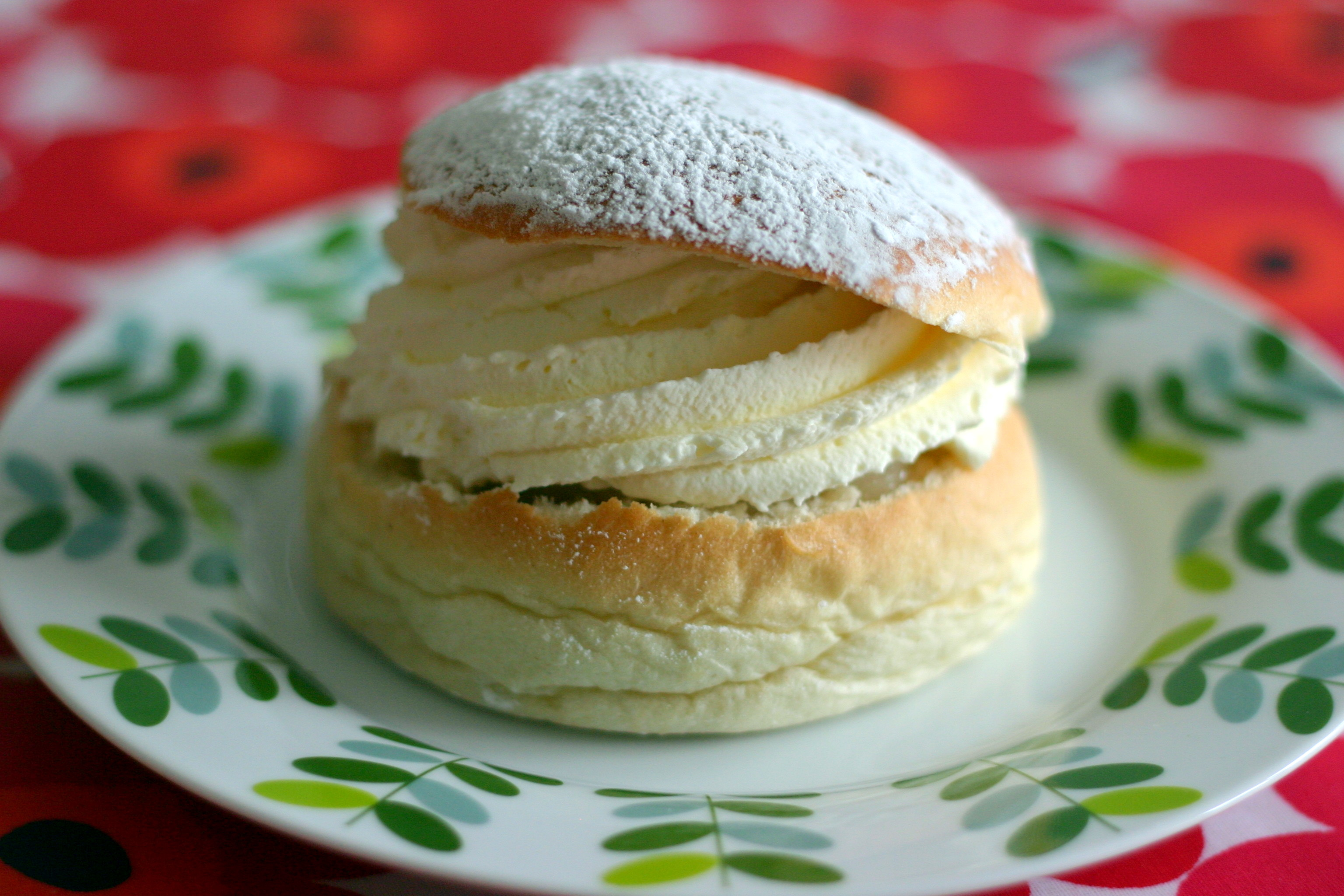
Een typische Zweedse semla

Semla is een traditionele Zweedse lekkernij. In het Zweeds heet het naast semla ook wel fastlagsbulle, fettisdagsbulle of hetvägg. Het woord semla stamt af van het Latijn semila hetgeen meel van zeer goede kwaliteit betekent. 
Een Zweedse semla is een bol met daarin een soort amandelspijs en room, waarover poedersuiker wordt gestrooid. Let daarbij op dat voor Zweedstalige Finnen een semla alleen de bol is.
In Finland en Estland heet dit dessert laskiaispulla, resp. vastlakukkel. Estse vastlakuklid bevatten echter geen amandelspijs. De Denen noemen het fastelavnsbolle.
De semla wordt traditioneel alleen de dinsdag zeven weken voor Pasen gegeten, maar tegenwoordig worden ze zo tussen Kerst en Pasen verkocht en ook geconsumeerd.